# Кашинский район
Ка́шинский райо́н — административно-территориальная единица (район) на юго-востоке Тверской области России с 1929 до 2018 гг., а также соответствующий ему одноимённый муниципальный район, упразднённый 20 апреля 2018 года.
В рамках муниципального устройства, в границах упразднённого муниципального района 20 апреля 2018 года образовано новое муниципальное образование Кашинский городской округ.
В рамках административно-территориального устройства области, на его территории образована административно-территориальная единица, соответствующая категории округ.
Административный центр — город Кашин.

## География
Площадь 2,01 тыс. км². Район граничит со следующими районами Тверской области: Кесовогорским на севере, Бежецким на северо-западе, Рамешковским на западе, Кимрским на юго-западе, Калязинским на юге. На востоке район граничит с Ярославской областью.
Основные реки: Медведица, Кашинка и Яхрома.

## История
Кашинский район был образован 12 июля 1929 года в составе Бежецкого округа Московской области на территории бывших Кашинской и Славковской волостей Кимрского уезда Тверской губернии.
В состав района вошли город Кашин и сельсоветы: Больше-Крутцкий, Больше-Макаровский, Булатовский, Бурмакинский, Ванчуговский, Введенский, Власьевский, Вязовецкий, Давыдовский, Данильцевский, Демьяновский, Дьяковский, Жидиткинский, Заворинский, Зеленцовский, Золотиловский, Кевниковский, Клестовский, Козьмодемьяновский, Кочмельский, Красноборский, Лобковский, Леушинский, Лютовский, Македоновский, Маковнинский, Марининский, Матинский, Мерлинский, Милославский, Непотяговский, Никольский, Отрубневский, Покровский, Постельниковский, Потуповский, Радневский, Родионовский, Савцинский, Серговский, Сипягинский, Славковский, Сологовский, Студено-Польский, Тупиковский, Туровский, Тушневский, Уницкий, Федосьинский, Филатовский, Четвертевский, Шевелевский, Шепелевский, Щелковский, Эскинский.
15 сентября 1931 года к Кашинскому району были присоединены Алешовский, Верхне-Троицкий, Городищенский, Дольницкий, Дорский, Дубьевский, Ескинский, Клюкинский, Красновский, Лосевский, Полянский, Сетковский, Слободинский, Тереботуньский, Шевригинский и Якволевский с/с упразднённого Горицкого района.
В 1932 году в районе была завершена коллективизация.
29 января 1935 года Кашинский район был передан в новообразованную Калининскую область.
В 1963 году к Кашинскому району присоединён Кесовогорский район, затем восстановленный в 1965 году.
С января 2006 до апреля 2018 года в упразднённый Кашинский муниципальный район входило 12 муниципальных образований: 1 городское и 11 сельских поселений:
| №        | Упразднённое муниципальное образование | Административный центр | Количество населённых пунктов | Население (чел.) |
| -------- | -------------------------------------- | ---------------------- | ----------------------------- | ---------------- |
| 1e-06    | Городское поселение:                   |                        |                               |                  |
| 1        | город Кашин                            | город Кашин            | 1                             | ↘14 287          |
| 1.000002 | Сельские поселения:                    |                        |                               |                  |
| 2        | Барыковское сельское поселение         | деревня Барыково       | 50                            | ↘974             |
| 3        | Булатовское сельское поселение         | деревня Булатово       | 50                            | ↘1169            |
| 4        | Верхнетроицкое сельское поселение      | деревня Верхняя Троица | 30                            | ↘1591            |
| 5        | Давыдовское сельское поселение         | деревня Давыдово       | 33                            | ↘570             |
| 6        | Карабузинское сельское поселение       | деревня Карабузино     | 42                            | ↘392             |
| 7        | Пестриковское сельское поселение       | деревня Пестриково     | 25                            | ↘1034            |
| 8        | Письяковское сельское поселение        | деревня Письяковка     | 30                            | ↘1307            |
| 9        | Славковское сельское поселение         | село Славково          | 26                            | ↘422             |
| 10       | Уницкое сельское поселение             | село Уницы             | 26                            | ↘810             |
| 11       | Фарафоновское сельское поселение       | деревня Фарафоновка    | 45                            | ↘1214            |
| 12       | Шепелевское сельское поселение         | деревня Шепели         | 39                            | ↘796             |

## Население
| 1939    | 1959    | 1970    | 1979    | 1989    | 2002    | 2006    | 2009    | 2010    |
| ------- | ------- | ------- | ------- | ------- | ------- | ------- | ------- | ------- |
| 59 477  | ↘47 369 | ↘22 528 | ↘17 969 | ↘15 805 | ↘12 701 | ↗26 530 | ↗26 769 | ↗27 410 |
| 2011    | 2012    | 2013    | 2014    | 2015    | 2016    | 2017    | 2018    | 2019    |
| ↘27 280 | ↘27 039 | ↘26 648 | ↘26 210 | ↘25 888 | ↘25 449 | ↘25 055 | ↘24 566 | ↘24 045 |
| 2020    | 2021    |         |         |         |         |         |         |         |
| ↘23 520 | ↘23 449 |         |         |         |         |         |         |         |

### Урбанизация
В городских условиях (город Кашин) проживают  60,19 % населения района.

### Национальный состав
Всероссийская перепись населения-2010
Всего населения — 27410 человек. Указавших национальность — 26761 человек.
Из них:
- Русские — 25323
- Украинцы — 293
- Киргизы — 156
- Армяне — 120
- Чуваши — 111
- Белорусы — 94
- Молдаване — 74
- Узбеки — 71
- Цыгане — 68
- Немцы — 54
- Чеченцы — 51
- Аварцы — 38
- Таджики — 37
- Татары — 37
- Азербайджанцы — 34
- Грузины — 25
- Ингуши — 19
- Карелы — 18
- Гагаузы — 16
- Лезгины — 14
- Мордва — 13

По итогам переписи населения 2020 года проживали следующие национальности (национальности менее 0,1 % и другое, см. в сноске к строке «Другие»):
| Национальность | Численность, чел. | Доля     |
| -------------- | ----------------- | -------- |
| Русские        | 19 886            | 84,81 %  |
| Украинцы       | 77                | 0,33 %   |
| Таджики        | 64                | 0,27 %   |
| Армяне         | 59                | 0,25 %   |
| Киргизы        | 52                | 0,22 %   |
| Узбеки         | 44                | 0,19 %   |
| Чуваши         | 42                | 0,18 %   |
| Чеченцы        | 36                | 0,15 %   |
| Цыгане         | 25                | 0,11 %   |
| Другие         | 3164              | 13,49 %  |
| Итого          | 23 449            | 100,00 % |

## Населённые пункты
В состав Кашинского городского округа входят 397 населённых пунктов.
| №   | Населённый пункт        | Тип              | Население | бывшее муниципальное образование  |
| --- | ----------------------- | ---------------- | --------- | --------------------------------- |
| 1   | Акулинкино              | деревня          | 11        | Письяковское сельское поселение   |
| 2   | Аладьино                | деревня          | 0         | Давыдовское сельское поселение    |
| 3   | Алексеевское            | деревня          | 40        | Письяковское сельское поселение   |
| 4   | Алехино                 | деревня          | 10        | Письяковское сельское поселение   |
| 5   | Алпатово                | деревня          | 5         | Шепелевское сельское поселение    |
| 6   | Андрейково              | деревня          | 0         | Булатовское сельское поселение    |
| 7   | Андрейцево              | деревня          | 15        | Давыдовское сельское поселение    |
| 8   | Антюшино                | деревня          | 1         | Булатовское сельское поселение    |
| 9   | Апарниково              | деревня          | 9         | Барыковское сельское поселение    |
| 10  | Апраксино               | деревня          | →11       | Пестриковское сельское поселение  |
| 11  | Артемово                | деревня          | 17        | Барыковское сельское поселение    |
| 12  | Архангельское           | деревня          | 0         | Давыдовское сельское поселение    |
| 13  | Бабеево                 | деревня          | 0         | Фарафоновское сельское поселение  |
| 14  | Бакланово               | деревня          | ↗13       | Уницкое сельское поселение        |
| 15  | Бакшеево                | деревня          | 6         | Барыковское сельское поселение    |
| 16  | Бараново                | деревня          | 0         | Карабузинское сельское поселение  |
| 17  | Барыково                | деревня          | ↗260      | Барыковское сельское поселение    |
| 18  | Батурово                | деревня          | 0         | Уницкое сельское поселение        |
| 19  | Башвино                 | деревня          | 11        | Булатовское сельское поселение    |
| 20  | Безгузово               | деревня          | 62        | Фарафоновское сельское поселение  |
| 21  | Белеутово               | деревня          | ↗10       | Барыковское сельское поселение    |
| 22  | Белино                  | деревня          | 0         | Давыдовское сельское поселение    |
| 23  | Бережки                 | деревня          | 1         | Шепелевское сельское поселение    |
| 24  | Берница                 | деревня          | 1         | Пестриковское сельское поселение  |
| 25  | Бибиково                | деревня          | 33        | Письяковское сельское поселение   |
| 26  | Болотово                | деревня          | 1         | Барыковское сельское поселение    |
| 27  | Больница имени Калинина | населённый пункт | 50        | Верхнетроицкое сельское поселение |
| 28  | Большие Крутцы          | деревня          | 1         | Давыдовское сельское поселение    |
| 29  | Большие Сетки           | деревня          | ↘14       | Верхнетроицкое сельское поселение |
| 30  | Большое Макарово        | деревня          | 15        | Булатовское сельское поселение    |
| 31  | Большое Савино          | деревня          | 0         | Уницкое сельское поселение        |
| 32  | Большое Софроново       | деревня          | 1         | Славковское сельское поселение    |
| 33  | Борихино                | деревня          | 74        | Фарафоновское сельское поселение  |
| 34  | Борки                   | деревня          | 1         | Славковское сельское поселение    |
| 35  | Бормосово               | деревня          | 11        | Барыковское сельское поселение    |
| 36  | Борщево                 | деревня          | 22        | Булатовское сельское поселение    |
| 37  | Братково                | деревня          | 6         | Уницкое сельское поселение        |
| 38  | Бузыково                | деревня          | ↗177      | Пестриковское сельское поселение  |
| 39  | Буйково                 | деревня          | 17        | Шепелевское сельское поселение    |
| 40  | Булатниково             | деревня          | 0         | Барыковское сельское поселение    |
| 41  | Булатово                | деревня          | ↘167      | Булатовское сельское поселение    |
| 42  | Бурмакино               | деревня          | 29        | Шепелевское сельское поселение    |
| 43  | Бурцево                 | деревня          | 0         | Фарафоновское сельское поселение  |
| 44  | Бухвостово              | деревня          | 14        | Булатовское сельское поселение    |
| 45  | Бяково                  | деревня          | 1         | Давыдовское сельское поселение    |
| 46  | Вантеево                | деревня          | 8         | Булатовское сельское поселение    |
| 47  | Ванчугово               | деревня          | →7        | Давыдовское сельское поселение    |
| 48  | Ваньково                | деревня          | 5         | Письяковское сельское поселение   |
| 49  | Васенево                | деревня          | 10        | Шепелевское сельское поселение    |
| 50  | Василево                | деревня          | 52        | Барыковское сельское поселение    |
| 51  | Васильево               | деревня          | 0         | Фарафоновское сельское поселение  |
| 52  | Васильевское            | деревня          | 0         | Барыковское сельское поселение    |
| 53  | Васнево                 | деревня          | 0         | Пестриковское сельское поселение  |
| 54  | Вахромеево              | деревня          | 0         | Фарафоновское сельское поселение  |
| 55  | Введенское              | деревня          | ↗5        | Булатовское сельское поселение    |
| 56  | Введенское              | село             | ↘25       | Фарафоновское сельское поселение  |
| 57  | Вениково                | деревня          | 11        | Пестриковское сельское поселение  |
| 58  | Верезино                | деревня          | →0        | Булатовское сельское поселение    |
| 59  | Верхнее Устье           | деревня          | ↘1        | Барыковское сельское поселение    |
| 60  | Верхняя Троица          | деревня          | 697       | Верхнетроицкое сельское поселение |
| 61  | Витенево                | деревня          | 1         | Письяковское сельское поселение   |
| 62  | Власьево                | деревня          | ↘87       | Уницкое сельское поселение        |
| 63  | Вознесенье              | деревня          | ↘9        | Верхнетроицкое сельское поселение |
| 64  | Волжанка                | деревня          | 12        | Карабузинское сельское поселение  |
| 65  | Волково                 | деревня          | 0         | Уницкое сельское поселение        |
| 66  | Вороново                | деревня          | 0         | Фарафоновское сельское поселение  |
| 67  | Воронцово               | деревня          | 7         | Верхнетроицкое сельское поселение |
| 68  | Вотолино                | деревня          | 13        | Письяковское сельское поселение   |
| 69  | Вощилово                | деревня          | 0         | Барыковское сельское поселение    |
| 70  | Высоково                | деревня          | 8         | Пестриковское сельское поселение  |
| 71  | Вязовец                 | деревня          | ↘0        | Фарафоновское сельское поселение  |
| 72  | Вячково                 | деревня          | 46        | Фарафоновское сельское поселение  |
| 73  | Гаврильцево             | деревня          | 0         | Давыдовское сельское поселение    |
| 74  | Гапшино                 | деревня          | 12        | Письяковское сельское поселение   |
| 75  | Гладышево               | деревня          | 23        | Шепелевское сельское поселение    |
| 76  | Глазатово               | деревня          | 78        | Письяковское сельское поселение   |
| 77  | Гоготово                | деревня          | 0         | Булатовское сельское поселение    |
| 78  | Головеньки              | деревня          | 11        | Фарафоновское сельское поселение  |
| 79  | Гольнево                | деревня          | 1         | Уницкое сельское поселение        |
| 80  | Горбуново               | деревня          | 1         | Славковское сельское поселение    |
| 81  | Горбуново               | деревня          | 0         | Шепелевское сельское поселение    |
| 82  | Гордеево                | деревня          | 0         | Письяковское сельское поселение   |
| 83  | Горки                   | деревня          | 1         | Барыковское сельское поселение    |
| 84  | Горлово                 | деревня          | 14        | Булатовское сельское поселение    |
| 85  | Городищи                | деревня          | ↗5        | Карабузинское сельское поселение  |
| 86  | Гостинеж                | деревня          | 5         | Верхнетроицкое сельское поселение |
| 87  | Грибово                 | деревня          | 0         | Барыковское сельское поселение    |
| 88  | Громилово               | деревня          | 1         | Карабузинское сельское поселение  |
| 89  | Губцево                 | деревня          | 12        | Уницкое сельское поселение        |
| 90  | Давыдово                | деревня          | ↘244      | Давыдовское сельское поселение    |
| 91  | Данилково               | деревня          | 5         | Карабузинское сельское поселение  |
| 92  | Данилово                | деревня          | 1         | Шепелевское сельское поселение    |
| 93  | Данильцево              | деревня          | 109       | Шепелевское сельское поселение    |
| 94  | Дементьево              | деревня          | 10        | Уницкое сельское поселение        |
| 95  | Демидово                | деревня          | 1         | Карабузинское сельское поселение  |
| 96  | Демино                  | деревня          | 1         | Шепелевское сельское поселение    |
| 97  | Деревенька              | деревня          | 24        | Булатовское сельское поселение    |
| 98  | Деулино                 | деревня          | 1         | Барыковское сельское поселение    |
| 99  | Дмитровка               | деревня          | 0         | Давыдовское сельское поселение    |
| 100 | Домажино                | деревня          | 10        | Барыковское сельское поселение    |
| 101 | Домажирово              | деревня          | 0         | Пестриковское сельское поселение  |
| 102 | Доманово                | деревня          | 6         | Карабузинское сельское поселение  |
| 103 | Дуботолки               | деревня          | 1         | Шепелевское сельское поселение    |
| 104 | Дудино                  | деревня          | 1         | Булатовское сельское поселение    |
| 105 | Дулепово                | деревня          | 10        | Карабузинское сельское поселение  |
| 106 | Дьяково                 | деревня          | ↘1        | Пестриковское сельское поселение  |
| 107 | Дьяконово 1-е           | деревня          | 0         | Фарафоновское сельское поселение  |
| 108 | Дьяконово 2-е           | деревня          | 0         | Фарафоновское сельское поселение  |
| 109 | Егорьевское             | деревня          | 7         | Шепелевское сельское поселение    |
| 110 | Жидинки                 | деревня          | 1         | Шепелевское сельское поселение    |
| 111 | Жилкино                 | деревня          | 1         | Славковское сельское поселение    |
| 112 | Жуково                  | деревня          | 1         | Фарафоновское сельское поселение  |
| 113 | Заводы                  | деревня          | 86        | Славковское сельское поселение    |
| 114 | Заволжье                | деревня          | 11        | Карабузинское сельское поселение  |
| 115 | Заворино                | деревня          | 8         | Шепелевское сельское поселение    |
| 116 | Задово                  | деревня          | 5         | Барыковское сельское поселение    |
| 117 | Заречье                 | деревня          | 23        | Пестриковское сельское поселение  |
| 118 | Захарово                | деревня          | 19        | Уницкое сельское поселение        |
| 119 | Зеленцово               | деревня          | →107      | Шепелевское сельское поселение    |
| 120 | Зеленцыно               | деревня          | 72        | Фарафоновское сельское поселение  |
| 121 | Злобино                 | деревня          | 0         | Пестриковское сельское поселение  |
| 122 | Зобнино                 | деревня          | ↘232      | Булатовское сельское поселение    |
| 123 | Золотиково              | деревня          | 1         | Славковское сельское поселение    |
| 124 | Золотилово              | деревня          | 0         | Булатовское сельское поселение    |
| 125 | Ивайково                | деревня          | 7         | Карабузинское сельское поселение  |
| 126 | Иваньково               | деревня          | 1         | Пестриковское сельское поселение  |
| 127 | Ивашнево                | деревня          | 1         | Булатовское сельское поселение    |
| 128 | Игнатово 1-е            | деревня          | 1         | Фарафоновское сельское поселение  |
| 129 | Игнатово 2-е            | деревня          | 27        | Фарафоновское сельское поселение  |
| 130 | Ильинское               | деревня          | 5         | Уницкое сельское поселение        |
| 131 | Илькино                 | деревня          | 0         | Барыковское сельское поселение    |
| 132 | Ильково                 | деревня          | 0         | Давыдовское сельское поселение    |
| 133 | Итьково                 | деревня          | 1         | Булатовское сельское поселение    |
| 134 | Каданово                | деревня          | 11        | Карабузинское сельское поселение  |
| 135 | Калицыно                | деревня          | 1         | Славковское сельское поселение    |
| 136 | Карабузино              | деревня          | ↘64       | Карабузинское сельское поселение  |
| 137 | Кашин                   | город            | ↗14 113   | городское поселение город Кашин   |
| 138 | Келарево                | деревня          | 8         | Барыковское сельское поселение    |
| 139 | Киряково                | деревня          | 0         | Карабузинское сельское поселение  |
| 140 | Киселево                | деревня          | 6         | Булатовское сельское поселение    |
| 141 | Киселево                | деревня          | 0         | Фарафоновское сельское поселение  |
| 142 | Клепцово                | деревня          | 54        | Уницкое сельское поселение        |
| 143 | Клестово                | деревня          | 0         | Давыдовское сельское поселение    |
| 144 | Климатино               | деревня          | 14        | Фарафоновское сельское поселение  |
| 145 | Клитино                 | деревня          | 0         | Булатовское сельское поселение    |
| 146 | Клюкино                 | деревня          | ↘0        | Славковское сельское поселение    |
| 147 | Клясово                 | деревня          | 1         | Карабузинское сельское поселение  |
| 148 | Ковырино                | деревня          | 8         | Письяковское сельское поселение   |
| 149 | Кожино                  | деревня          | ↘1        | Давыдовское сельское поселение    |
| 150 | Козино                  | деревня          | 15        | Шепелевское сельское поселение    |
| 151 | Козлово                 | деревня          | 27        | Верхнетроицкое сельское поселение |
| 152 | Козьмодемьяновское      | село             | ↘81       | Шепелевское сельское поселение    |
| 153 | Колбасино               | деревня          | 6         | Барыковское сельское поселение    |
| 154 | Коленцево               | деревня          | 0         | Верхнетроицкое сельское поселение |
| 155 | Колобово                | деревня          | 0         | Карабузинское сельское поселение  |
| 156 | Коляково                | деревня          | 0         | Славковское сельское поселение    |
| 157 | Кондратово              | деревня          | 1         | Барыковское сельское поселение    |
| 158 | Кононово                | деревня          | ↘21       | Шепелевское сельское поселение    |
| 159 | Конопёлки               | деревня          | 21        | Барыковское сельское поселение    |
| 160 | Константиново           | деревня          | ↘0        | Пестриковское сельское поселение  |
| 161 | Коржавино               | деревня          | 8         | Барыковское сельское поселение    |
| 162 | Коробеньково            | деревня          | 0         | Карабузинское сельское поселение  |
| 163 | Коробово                | деревня          | ↗143      | Барыковское сельское поселение    |
| 164 | Кортино                 | деревня          | 21        | Письяковское сельское поселение   |
| 165 | Корюгино                | деревня          | 0         | Славковское сельское поселение    |
| 166 | Костюшино               | деревня          | 0         | Карабузинское сельское поселение  |
| 167 | Кочеватово              | деревня          | 1         | Барыковское сельское поселение    |
| 168 | Кочемли                 | деревня          | ↘15       | Уницкое сельское поселение        |
| 169 | Крапивино               | деревня          | 1         | Фарафоновское сельское поселение  |
| 170 | Красный Бор             | деревня          | ↘5        | Верхнетроицкое сельское поселение |
| 171 | Красный Май             | посёлок          | 0         | Шепелевское сельское поселение    |
| 172 | Кривцово                | деревня          | 0         | Фарафоновское сельское поселение  |
| 173 | Кружково                | деревня          | 0         | Давыдовское сельское поселение    |
| 174 | Кубасово                | деревня          | 5         | Шепелевское сельское поселение    |
| 175 | Кузнецово               | деревня          | 0         | Письяковское сельское поселение   |
| 176 | Курово                  | деревня          | 5         | Славковское сельское поселение    |
| 177 | Курьяново               | деревня          | 13        | Барыковское сельское поселение    |
| 178 | Ладыгино                | деревня          | 10        | Карабузинское сельское поселение  |
| 179 | Лапшино                 | деревня          | 1         | Булатовское сельское поселение    |
| 180 | Ластома                 | деревня          | 1         | Пестриковское сельское поселение  |
| 181 | Леванидово              | деревня          | 15        | Карабузинское сельское поселение  |
| 182 | Лежнево                 | деревня          | 1         | Булатовское сельское поселение    |
| 183 | Леушино                 | деревня          | ↘192      | Булатовское сельское поселение    |
| 184 | Леушино                 | деревня          | 23        | Фарафоновское сельское поселение  |
| 185 | Лисова Слобода          | деревня          | 0         | Давыдовское сельское поселение    |
| 186 | Литвиново               | деревня          | 0         | Славковское сельское поселение    |
| 187 | Лобково                 | деревня          | ↘103      | Давыдовское сельское поселение    |
| 188 | Логиново                | деревня          | 0         | Булатовское сельское поселение    |
| 189 | Лубеньки                | деревня          | 1         | Давыдовское сельское поселение    |
| 190 | Лужки                   | деревня          | 0         | Булатовское сельское поселение    |
| 191 | Лучкино                 | деревня          | 0         | Карабузинское сельское поселение  |
| 192 | Льгово                  | деревня          | ↗169      | Булатовское сельское поселение    |
| 193 | Ляхово                  | деревня          | ↘0        | Шепелевское сельское поселение    |
| 194 | Македоново              | деревня          | ↗36       | Уницкое сельское поселение        |
| 195 | Маковницы               | деревня          | ↗8        | Славковское сельское поселение    |
| 196 | Малафеево               | деревня          | 0         | Давыдовское сельское поселение    |
| 197 | Малахово                | деревня          | 0         | Карабузинское сельское поселение  |
| 198 | Малечкино               | деревня          | 0         | Барыковское сельское поселение    |
| 199 | Малое Макарово          | деревня          | 1         | Верхнетроицкое сельское поселение |
| 200 | Малое Софроново         | деревня          | 0         | Булатовское сельское поселение    |
| 201 | Малыгино                | деревня          | 17        | Барыковское сельское поселение    |
| 202 | Малыгино                | деревня          | 1         | Давыдовское сельское поселение    |
| 203 | Малые Сетки             | деревня          | 29        | Верхнетроицкое сельское поселение |
| 204 | Маматово                | деревня          | 0         | Булатовское сельское поселение    |
| 205 | Маринино                | деревня          | 104       | Фарафоновское сельское поселение  |
| 206 | Марково                 | деревня          | 0         | Давыдовское сельское поселение    |
| 207 | Марково                 | деревня          | 0         | Шепелевское сельское поселение    |
| 208 | Мартынки                | деревня          | 6         | Шепелевское сельское поселение    |
| 209 | Маслово                 | деревня          | ↘1        | Барыковское сельское поселение    |
| 210 | Маслятка                | деревня          | 68        | Письяковское сельское поселение   |
| 211 | Матино                  | деревня          | ↗28       | Верхнетроицкое сельское поселение |
| 212 | Медведево               | деревня          | 14        | Фарафоновское сельское поселение  |
| 213 | Медведица               | посёлок          | 17        | Верхнетроицкое сельское поселение |
| 214 | Медведково              | деревня          | 0         | Письяковское сельское поселение   |
| 215 | Мехтенево               | деревня          | 5         | Барыковское сельское поселение    |
| 216 | Мизгирево               | деревня          | 21        | Барыковское сельское поселение    |
| 217 | Миклюково               | деревня          | 0         | Фарафоновское сельское поселение  |
| 218 | Милославское            | деревня          | 42        | Пестриковское сельское поселение  |
| 219 | Митино                  | деревня          | 1         | Барыковское сельское поселение    |
| 220 | Митрохино               | деревня          | 0         | Шепелевское сельское поселение    |
| 221 | Мокриха                 | деревня          | 8         | Славковское сельское поселение    |
| 222 | Молевка                 | деревня          | 0         | Письяковское сельское поселение   |
| 223 | Монино                  | деревня          | 0         | Булатовское сельское поселение    |
| 224 | Морево                  | деревня          | 0         | Давыдовское сельское поселение    |
| 225 | Мостище                 | деревня          | 10        | Верхнетроицкое сельское поселение |
| 226 | Мошнино                 | деревня          | 12        | Карабузинское сельское поселение  |
| 227 | Мялицино                | деревня          | ↘47       | Шепелевское сельское поселение    |
| 228 | Непотягово              | деревня          | 13        | Шепелевское сельское поселение    |
| 229 | Нивищи                  | деревня          | 11        | Верхнетроицкое сельское поселение |
| 230 | Нижняя Троица           | деревня          | 1         | Булатовское сельское поселение    |
| 231 | Нижняя Троица           | деревня          | 1         | Булатовское сельское поселение    |
| 232 | Никольское              | деревня          | 1         | Карабузинское сельское поселение  |
| 233 | Никольское              | село             | ↘109      | Письяковское сельское поселение   |
| 234 | Никулино                | деревня          | 38        | Фарафоновское сельское поселение  |
| 235 | Никулкино               | деревня          | 8         | Верхнетроицкое сельское поселение |
| 236 | Новинки                 | деревня          | 14        | Карабузинское сельское поселение  |
| 237 | Новинки                 | деревня          | 5         | Пестриковское сельское поселение  |
| 238 | Новое Село              | деревня          | →1        | Уницкое сельское поселение        |
| 239 | Новое Сташино           | деревня          | 0         | Пестриковское сельское поселение  |
| 240 | Овсянниково             | деревня          | 1         | Карабузинское сельское поселение  |
| 241 | Овсянниково             | деревня          | 0         | Фарафоновское сельское поселение  |
| 242 | Окороково               | деревня          | 10        | Карабузинское сельское поселение  |
| 243 | Опухлово                | деревня          | 10        | Шепелевское сельское поселение    |
| 244 | Ордынка                 | деревня          | 6         | Булатовское сельское поселение    |
| 245 | Осиновец                | деревня          | 1         | Давыдовское сельское поселение    |
| 246 | Осипово                 | деревня          | 0         | Славковское сельское поселение    |
| 247 | Отрубнево               | деревня          | 1         | Верхнетроицкое сельское поселение |
| 248 | Павловское              | деревня          | 0         | Булатовское сельское поселение    |
| 249 | Панкратово              | деревня          | 12        | Уницкое сельское поселение        |
| 250 | Пенье                   | деревня          | 1         | Давыдовское сельское поселение    |
| 251 | Пенье                   | деревня          | 0         | Фарафоновское сельское поселение  |
| 252 | Первомайский            | посёлок          | ↘97       | Письяковское сельское поселение   |
| 253 | Перетрясово             | деревня          | 10        | Барыковское сельское поселение    |
| 254 | Пестриково              | деревня          | ↘393      | Пестриковское сельское поселение  |
| 255 | Петраково               | деревня          | 7         | Шепелевское сельское поселение    |
| 256 | Петровка                | деревня          | 71        | Письяковское сельское поселение   |
| 257 | Письяковка              | деревня          | ↘187      | Письяковское сельское поселение   |
| 258 | Плюгино                 | деревня          | 10        | Верхнетроицкое сельское поселение |
| 259 | Подберезье              | деревня          | ↘10       | Пестриковское сельское поселение  |
| 260 | Подберезье              | деревня          | 12        | Славковское сельское поселение    |
| 261 | Подселье                | деревня          | 1         | Славковское сельское поселение    |
| 262 | Покровское              | деревня          | 34        | Давыдовское сельское поселение    |
| 263 | Покровское              | деревня          | ↘5        | Фарафоновское сельское поселение  |
| 264 | Полукьяново             | деревня          | 0         | Фарафоновское сельское поселение  |
| 265 | Поповка                 | деревня          | 29        | Верхнетроицкое сельское поселение |
| 266 | Поповка                 | деревня          | 1         | Карабузинское сельское поселение  |
| 267 | Поповка-2               | деревня          | 60        | Верхнетроицкое сельское поселение |
| 268 | Посады                  | деревня          | 13        | Верхнетроицкое сельское поселение |
| 269 | Постельниково           | деревня          | ↗36       | Фарафоновское сельское поселение  |
| 270 | Потупово                | деревня          | ↘0        | Булатовское сельское поселение    |
| 271 | Почапки                 | деревня          | 26        | Булатовское сельское поселение    |
| 272 | Починки                 | деревня          | 48        | Шепелевское сельское поселение    |
| 273 | Прокофьево              | деревня          | 1         | Фарафоновское сельское поселение  |
| 274 | Пузиково                | деревня          | 15        | Барыковское сельское поселение    |
| 275 | Пустынька               | деревня          | 160       | Давыдовское сельское поселение    |
| 276 | Пустыри                 | деревня          | 0         | Письяковское сельское поселение   |
| 277 | Путилово                | деревня          | 347       | Письяковское сельское поселение   |
| 278 | Пучихино                | деревня          | 0         | Письяковское сельское поселение   |
| 279 | Пушкино                 | деревня          | 5         | Письяковское сельское поселение   |
| 280 | Рагузино                | деревня          | 1         | Булатовское сельское поселение    |
| 281 | Рагузино                | деревня          | 0         | Фарафоновское сельское поселение  |
| 282 | Раднево                 | деревня          | 33        | Славковское сельское поселение    |
| 283 | Раково                  | деревня          | 0         | Давыдовское сельское поселение    |
| 284 | Рассолово               | деревня          | 0         | Карабузинское сельское поселение  |
| 285 | Ратчино                 | деревня          | 1         | Барыковское сельское поселение    |
| 286 | Рахманово               | деревня          | 5         | Барыковское сельское поселение    |
| 287 | Ременница               | деревня          | 1         | Булатовское сельское поселение    |
| 288 | Репрево                 | деревня          | 1         | Карабузинское сельское поселение  |
| 289 | Рождественно            | деревня          | 1         | Барыковское сельское поселение    |
| 290 | Рождествено             | деревня          | ↘20       | Фарафоновское сельское поселение  |
| 291 | Ройга                   | деревня          | 0         | Верхнетроицкое сельское поселение |
| 292 | Ромашино                | деревня          | 6         | Пестриковское сельское поселение  |
| 293 | Рудлево                 | деревня          | 1         | Барыковское сельское поселение    |
| 294 | Ручейки                 | деревня          | 1         | Шепелевское сельское поселение    |
| 295 | Рыкулино                | деревня          | ↘11       | Шепелевское сельское поселение    |
| 296 | Савашкино               | деревня          | 0         | Фарафоновское сельское поселение  |
| 297 | Савелково               | деревня          | 39        | Шепелевское сельское поселение    |
| 298 | Савцыно                 | село             | ↘158      | Уницкое сельское поселение        |
| 299 | Саково                  | деревня          | 0         | Фарафоновское сельское поселение  |
| 300 | Салтыково               | село             | ↘0        | Давыдовское сельское поселение    |
| 301 | Сальково                | деревня          | ↘17       | Давыдовское сельское поселение    |
| 302 | Сафонеево               | деревня          | 0         | Славковское сельское поселение    |
| 303 | Свезево                 | деревня          | 1         | Уницкое сельское поселение        |
| 304 | Свинцово                | деревня          | 0         | Булатовское сельское поселение    |
| 305 | Свитино                 | деревня          | 1         | Барыковское сельское поселение    |
| 306 | Селихово                | деревня          | ↘6        | Верхнетроицкое сельское поселение |
| 307 | Семеновское             | деревня          | ↘46       | Булатовское сельское поселение    |
| 308 | Семеновское             | деревня          | 0         | Письяковское сельское поселение   |
| 309 | Серговка                | деревня          | 10        | Письяковское сельское поселение   |
| 310 | Сипягино                | деревня          | 0         | Карабузинское сельское поселение  |
| 311 | Сипягино                | деревня          | 32        | Фарафоновское сельское поселение  |
| 312 | Скатерка                | деревня          | 21        | Карабузинское сельское поселение  |
| 313 | Скриплево               | деревня          | 0         | Булатовское сельское поселение    |
| 314 | Славково                | село             | ↘94       | Славковское сельское поселение    |
| 315 | Слобода                 | деревня          | 1         | Шепелевское сельское поселение    |
| 316 | Слободка                | деревня          | ↘1        | Барыковское сельское поселение    |
| 317 | Слободка                | деревня          | ↘29       | Верхнетроицкое сельское поселение |
| 318 | Соколово                | деревня          | 75        | Булатовское сельское поселение    |
| 319 | Соколово-Кошкарево      | деревня          | 61        | Булатовское сельское поселение    |
| 320 | Сологовское             | деревня          | 1         | Пестриковское сельское поселение  |
| 321 | Спасс                   | деревня          | 1         | Карабузинское сельское поселение  |
| 322 | Спасское                | село             | 157       | Славковское сельское поселение    |
| 323 | Спицино                 | деревня          | 1         | Барыковское сельское поселение    |
| 324 | Старово                 | деревня          | 1         | Булатовское сельское поселение    |
| 325 | Старое Сташино          | деревня          | 1         | Пестриковское сельское поселение  |
| 326 | Староселье              | деревня          | 1         | Фарафоновское сельское поселение  |
| 327 | Стельково               | село             | →0        | Карабузинское сельское поселение  |
| 328 | Степаньково             | деревня          | 8         | Карабузинское сельское поселение  |
| 329 | Стражково               | село             | ↗179      | Письяковское сельское поселение   |
| 330 | Студеное Поле           | деревня          | ↘72       | Булатовское сельское поселение    |
| 331 | Стулово                 | посёлок          | 549       | Фарафоновское сельское поселение  |
| 332 | Судниково               | деревня          | 5         | Булатовское сельское поселение    |
| 333 | Сумино                  | деревня          | 13        | Уницкое сельское поселение        |
| 334 | Сусолиха                | деревня          | 30        | Верхнетроицкое сельское поселение |
| 335 | Сухолом                 | деревня          | 1         | Верхнетроицкое сельское поселение |
| 336 | Тарбаево                | деревня          | 6         | Письяковское сельское поселение   |
| 337 | Терботунь               | деревня          | ↘6        | Славковское сельское поселение    |
| 338 | Терехино                | деревня          | 32        | Карабузинское сельское поселение  |
| 339 | Тетьково                | деревня          | 718       | Верхнетроицкое сельское поселение |
| 340 | Тиволино                | деревня          | ↗171      | Барыковское сельское поселение    |
| 341 | Токарево                | деревня          | 0         | Фарафоновское сельское поселение  |
| 342 | Троицкое                | деревня          | ↘6        | Фарафоновское сельское поселение  |
| 343 | Тросухино               | деревня          | 1         | Славковское сельское поселение    |
| 344 | Трубино                 | деревня          | 10        | Барыковское сельское поселение    |
| 345 | Трубино                 | деревня          | 0         | Шепелевское сельское поселение    |
| 346 | Турлеево                | деревня          | 10        | Давыдовское сельское поселение    |
| 347 | Туровино                | деревня          | 1         | Барыковское сельское поселение    |
| 348 | Турово                  | село             | ↗6        | Булатовское сельское поселение    |
| 349 | Тушнево                 | деревня          | 1         | Славковское сельское поселение    |
| 350 | Уницкая Горка           | деревня          | 1         | Уницкое сельское поселение        |
| 351 | Уницы                   | село             | ↘482      | Уницкое сельское поселение        |
| 352 | Усатиково               | деревня          | 0         | Фарафоновское сельское поселение  |
| 353 | Устиново                | деревня          | ↘165      | Пестриковское сельское поселение  |
| 354 | Фаладьино               | деревня          | 0         | Давыдовское сельское поселение    |
| 355 | Фалево                  | деревня          | ↘96       | Карабузинское сельское поселение  |
| 356 | Фарафоновка             | деревня          | ↘222      | Фарафоновское сельское поселение  |
| 357 | Федоровское             | деревня          | 7         | Булатовское сельское поселение    |
| 358 | Федосьино               | деревня          | 11        | Давыдовское сельское поселение    |
| 359 | Филипищево              | деревня          | 35        | Фарафоновское сельское поселение  |
| 360 | Филитово                | деревня          | ↘9        | Уницкое сельское поселение        |
| 361 | Фролово                 | деревня          | ↘54       | Карабузинское сельское поселение  |
| 362 | Фролово                 | деревня          | 0         | Шепелевское сельское поселение    |
| 363 | Фроловское              | деревня          | →0        | Давыдовское сельское поселение    |
| 364 | Харлово                 | деревня          | 1         | Барыковское сельское поселение    |
| 365 | Хлябово                 | деревня          | 9         | Барыковское сельское поселение    |
| 366 | Холстово                | деревня          | 0         | Верхнетроицкое сельское поселение |
| 367 | Хрипелево               | деревня          | 9         | Верхнетроицкое сельское поселение |
| 368 | Чагино                  | село             | ↘0        | Пестриковское сельское поселение  |
| 369 | Чаплинка                | деревня          | 5         | Карабузинское сельское поселение  |
| 370 | Чеканово                | деревня          | 7         | Славковское сельское поселение    |
| 371 | Чекмарево               | деревня          | 5         | Пестриковское сельское поселение  |
| 372 | Челагино                | деревня          | 6         | Булатовское сельское поселение    |
| 373 | Ченцово                 | деревня          | 22        | Фарафоновское сельское поселение  |
| 374 | Ченцы                   | деревня          | ↘21       | Булатовское сельское поселение    |
| 375 | Черемухино              | деревня          | 110       | Шепелевское сельское поселение    |
| 376 | Чернышево               | деревня          | 7         | Булатовское сельское поселение    |
| 377 | Чернятино               | деревня          | 11        | Славковское сельское поселение    |
| 378 | Чириково                | деревня          | 5         | Письяковское сельское поселение   |
| 379 | Чупрово                 | деревня          | 8         | Уницкое сельское поселение        |
| 380 | Шевелево                | село             | ↘5        | Давыдовское сельское поселение    |
| 381 | Шевригино               | деревня          | 0         | Верхнетроицкое сельское поселение |
| 382 | Шепели                  | деревня          | 137       | Шепелевское сельское поселение    |
| 383 | Шестаково               | деревня          | 18        | Карабузинское сельское поселение  |
| 384 | Шилково                 | деревня          | 26        | Барыковское сельское поселение    |
| 385 | Шихурово                | деревня          | 0         | Уницкое сельское поселение        |
| 386 | Шишелово                | деревня          | 21        | Барыковское сельское поселение    |
| 387 | Шишкино                 | деревня          | 1         | Шепелевское сельское поселение    |
| 388 | Шубино                  | деревня          | 1         | Шепелевское сельское поселение    |
| 389 | Щапицы                  | деревня          | 1         | Карабузинское сельское поселение  |
| 390 | Щекотово                | деревня          | ↘59       | Барыковское сельское поселение    |
| 391 | Щелково                 | деревня          | 1         | Уницкое сельское поселение        |
| 392 | Эндогорово              | деревня          | 6         | Карабузинское сельское поселение  |
| 393 | Эскино                  | деревня          | 102       | Письяковское сельское поселение   |
| 394 | Юрино                   | деревня          | 74        | Пестриковское сельское поселение  |
| 395 | Языково                 | деревня          | 0         | Уницкое сельское поселение        |
| 396 | Яйцово                  | деревня          | 0         | Карабузинское сельское поселение  |
| 397 | Ясная Поляна            | деревня          | 33        | Барыковское сельское поселение    |

## Транспорт
Через район проходит железная дорога «Москва—Сонково—Санкт-Петербург».

## Культура
- На территории современного Кашинского района в селе Харитоново в 1859 родился Е. Е. Нечаев, один из зачинателей русской пролетарской поэзии.
- В 1811 в селе Лубеньки родился А. А. Алексеев, известный художник, с помощью А. Г. Венецианова избавившийся от крепостной зависимости.
- В окрестностях Кашина находилось имение участника Отечественной войны 1812 года генерала П. А. Тучкова.
- В деревне Шаблынино родилась Т. П. Пассек, русская писательница, подруга А. И. Герцена.
- В Верхнюю Троицу к М. И. Калинину приезжали поэт С. Есенин и американский писатель А. Вильямс.

## Достопримечательности
- Кашин. Вид с колокольни Воскресенского собора

Многочисленные храмы сохранились и на территории района, самые известные из них:
- Рождественский собор в селе Салтыково на Яхроме (очень величественный, необычная архитектура, ранее с ним были расположены 2(!) колокольни. Ныне собор заброшен и, как принято говорить, «доживает свои век»).
- Церковь в селе Славкове.
- Церковь в селе Спасском (рядом с церковью сохранился памятник Царю-Освободителю Александру II).
- Церковь в Ванчугове.
- Церковь в Ляхове.
- Церковь в Козмодемьяновском.
- Церковь в Кононове.
- Церковь в деревне Апраксино, рядом с городом Кашиным, сохранилась весьма хорошо, и в данное время реставрируется.
- Церковь Живоначальной Троицы села Уницы (1915) — расположенный в живописном месте храм в неорусском стиле.

[dl.dropbox.com/u/10849186/spisok_obektov_ist-kult_nasledia.pdf Официальный список объектов историко-культурного наследия Тверской области] (недоступная ссылка) (памятники Кашинского района на стр. 88-90).

## Археология
На стоянке Языково-I (V—III тыс. до н. э.) в 1 км западнее деревни Языково на правом берегу реки Яхромы встречены захоронения волосовской культуры с янтарными украшениями.

## Известные уроженцы
- Артузов, Артур Христианович (1891–1937) — деятель советских органов государственной безопасности. Один из основателей советской разведки и контрразведки, корпусной комиссар. Родился в деревне Устиново.
- Буланов, Владимир Петрович (1919–2008) — генерал-лейтенант авиации, Заслуженный военный штурман СССР. Родился в деревне Берница.
- Королёв, Владимир Иванович (род. 1955) — российский военачальник, Главнокомандующий ВМФ России, адмирал. Родился в деревне Пустынька.
- Чистяков Иван Михайлович (1900—1968) — советский военачальник, генерал-полковник. Герой Советского Союза. Родился в деревне Отрубнево.